# Hvannasund
Hvannasund es un pueblo y un municipio del norte de las Islas Feroe (Dinamarca). Ocupa una porción nororiental de la isla Borðoy y el suroeste de Viðoy. Para 2011 el municipio tiene una población estimada en 426 habitantes, la gran mayoría concentrándose en la capital.

## Historia
El pueblo de Hvannasund se menciona por primera vez en una fuente escrita en el año de 1584. Recibió el nombre del estrecho que separa las islas de Borðoy y Viðoy. En 1619 un barco contrabandista escocés encalló en Hvannasund y su capitán vendió la mercancía a los campesinos locales. En 1702 un barco de Hvannasund rescató a siete hombres de un barco danés que había perdido el rumbo y se había hundido al norte del archipiélago. Hvanassund padeció también dos grandes naufragios: en 1918 se hundió un barco cargado de pescado. En 1946, a causa de un ventarrón, otro barco naufragó, pereciendo tres de los cuatro hombres a bordo. En 1893 una violenta lluvia provocó un deslizamiento de tierra que dañó la mitad de las tierras de cultivo y varias casas, pero no se registraron víctimas mortales.
En 1872, Hvannasund formó parte del municipio de la parroquia de Norðoyar y a partir de 1908 formó parte del municipio de Viðareiði, Fugloy y Svínoy. Cuando este se dividió en dos en 1913, Hvannasund permaneció como parte de Viðareiði hasta 1950, año en que se creó el municipio de Hvannasund, que incluía el pueblo del mismo nombre como sede administrativa, además de 5 localidades más. La localidad de Fossá actualmente está despoblada.
La actual iglesia de Hvannasund fue terminada en 1949. En julio de 1969 el poblado fue visitado por los reyes Federico IX e Íngrid, que llegaron en el buque Dannebrog.
El 26 de mayo de 2008 se levantaron olas de 3 m que golpearon fuertemente la costa de Hvannasund. Días más tarde se informó que la localidad había sido azotada por un pequeño tsunami. No se registraron daños materiales. 

## Economía
Como la mayoría de las localidades de las Islas Feroe, Hvannasund ha pasado de ser una sociedad campesina a una moderna sociedad industrial. Hvannasund es considerado un lugar importante en la actividad pesquera debido a su puerto seguro. En 1963 se estableció en el pueblo una moderna industria de procesamiento de pescado, que desde entonces domina la economía del municipio.

## Educación
La primera escuela primaria en la zona fue establecida en el pueblo de Norðdepil en 1895, por lo que los niños de Hvannasund tenían que atravesar el estrecho que separa ambos pueblos. En 1932 el pueblo de Hvannasund tuvo su propia escuela, cuyo edificio es hoy ocupado por el ayuntamiento. En 1985 se construyó una nueva escuela en Fossánes, que actualmente es la escuela primaria para todos los niños del municipio. Los adolescentes acuden a la escuela a Klaksvík.

## Demografía
El Departamento de Estadística de las Islas Feroe estima la población del municipio en municipio de Vágar tiene en 426 habitantes para 2011. La localidad más poblada y capital del municipio es Hvannasund, en Viðoy, con 247 habitantes, mientras que Norðdepil, situada en Borðoy, justo enfrente de la capital, cuenta con 170 personas. Ambas localidades conforman una zona que aglutina la casi totalidad de la población municipal.
| Localidad  | Hab. |
| ---------- | ---- |
| Hvannasund | 247  |
| Norðdepil  | 170  |
| Norðtoftir | 6    |
| Múli       | 2    |
| Depil      | 1    |
| TOTAL      | 426  |

## Política
En septiembre de 2008 se llevó a cabo un referéndum para decidir sobre una posible inclusión de Hvannasund dentro de Klaksvík. La mayoría de los votantes se inclinó por el no. 
El gobierno municipal de Hvannasund está formado por 5 concejales. El 11 de noviembre se realizó la más reciente votación municipal, con dos listas independientes registradas. El nuevo gobierno empezó funciones el 1 de enero de 2009, con Veronika Petersen como alcaldesa. Petersen fue sustituida en julio de 2011 por Katrin Næs